# Marmita
|  | No s'ha de confondre amb Calderó (atuell). |

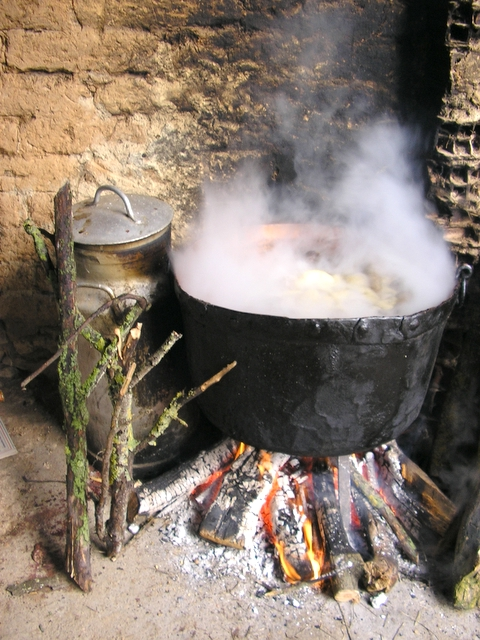
Marmita

Una marmita és una olla molt gran de metall.
Una marmita coneguda popularment és la que apareix als còmics de l'Astèrix, on el Panoràmix hi prepara la poció màgica i l'Obèlix hi va caure quan era petit.